# Skialpinizm na Zimowych Światowych Wojskowych Igrzyskach Sportowych 2013
Skialpinizm na 2. Zimowych Światowych Wojskowych Igrzyskach Sportowych – jedna z zimowych dyscyplin sportowych rozegranych w dniach 26 i 28 marca 2013 w miejscowości Annecy we Francji. W 2013 nastąpił debiut skialpinizmu jako dyscypliny sportowej na zimowych igrzyskach wojskowych.

## Harmonogram
| Marzec 2013 | 25 Pn | 26 Wt | 27 Śr | 28 Cz | 29 Pt |
| ----------- | ----- | ----- | ----- | ----- | ----- |
| Skialpinizm |       | 2     |       | 2     |       |

Legenda
|  | Eliminacje |  | Finał (ilość) |

## Konkurencje
Podczas zimowych igrzysk wojskowych zawodnicy i zawodniczki rywalizowali w dwóch konkurencjach skialpinizmu: indywidualnie i drużynowo. Istotą skialpinizmu jest połączenie wszystkich trzech elementów; podchodzenia, wspinaczki i zjazdu co różni go od innych dyscyplin pokrewnych np. narciarstwa przełajowego, biegowego czy alpejskiego. 

## Medaliści

### Kobiety
| Konkurencja   | Złoto                                             | Wynik     | Srebro                                         | Wynik     | Brąz                                         | Wynik     |
| Konkurencja   | Drużyna/Zawodniczka                               | Wynik     | Drużyna/Zawodniczka                            | Wynik     | Drużyna/Zawodniczka                          | Wynik     |
| indywidualnie | Laëtitia Roux                                     | 1:27:52,0 | Gloriana Pellissier                            | 1:31:56,6 | Valentine Fabre-Malavoy                      | 1:38:23,6 |
| sztafeta      | Francja · Valentine Fabre-Malavoy · Laëtitia Roux | 47:13,0   | Włochy · Gloriana Pellissier · Lorenza Bettega | 52:30,2   | Niemcy · Beatrice Soyter · Christin Spindler | 58:33,7   |

### Mężczyźni
| Konkurencja   | Złoto                                         | Wynik     | Srebro                                    | Wynik   | Brąz                                            | Wynik     |
| Konkurencja   | Drużyna/Zawodnik                              | Wynik     | Drużyna/Zawodnik                          | Wynik   | Drużyna/Zawodnik                                | Wynik     |
| indywidualnie | Matteo Eydallin Alexis Sévennec-Verdier       | 1:15:37,5 |                                           |         | Robert Antonioli                                | 1:16:47,8 |
| sztafeta      | Włochy · Manfred Reichegger · Matteo Eydallin | 39:23,5   | Włochy · Robert Antonioli · Damiano Lenzi | 39:24,0 | Francja · Tony Sbalbi · Alexis Sévennec-Verdier | 41:05,5   |

## Klasyfikacja medalowa
* Gospodarz zawodów został zaznaczony tym kolorem.
| Miejsce           | Reprezentacja     | Złoto | Srebro | Brąz | Razem |
| ----------------- | ----------------- | ----- | ------ | ---- | ----- |
| 1                 | Francja *         | 3     | 0      | 2    | 5     |
| 2                 | Włochy            | 2     | 3      | 1    | 6     |
| 3                 | Niemcy            | 0     | 0      | 1    | 1     |
| Ogółem (3 państw) | Ogółem (3 państw) | 5     | 3      | 4    | 12    |